# Casazza (Brescia)
Casazza è un quartiere del comune di Brescia.

## Geografia fisica
L'area occupata dal quartiere è pianeggiante e urbanizzata. I confini sono delimitati a est da via Triumplina, tratto nel comune di Brescia dell'ex statale delle Tre valli, a nord dalla tangenziale detta Montelungo, a ovest da via Stretta e a sud da via Mortirolo e da via Fisogni.

## Origine del nome
Il toponimo deriva dalla corruzione del nome della cascina «Casaccia» che sorgeva all'interno del perimetro del quartiere. All'inizio del Novecento via Casazza era detta "strada consorziale della Casazza" e collegava la «Conceria Girelli», sul Bova, al centro di Mompiano.

## Storia

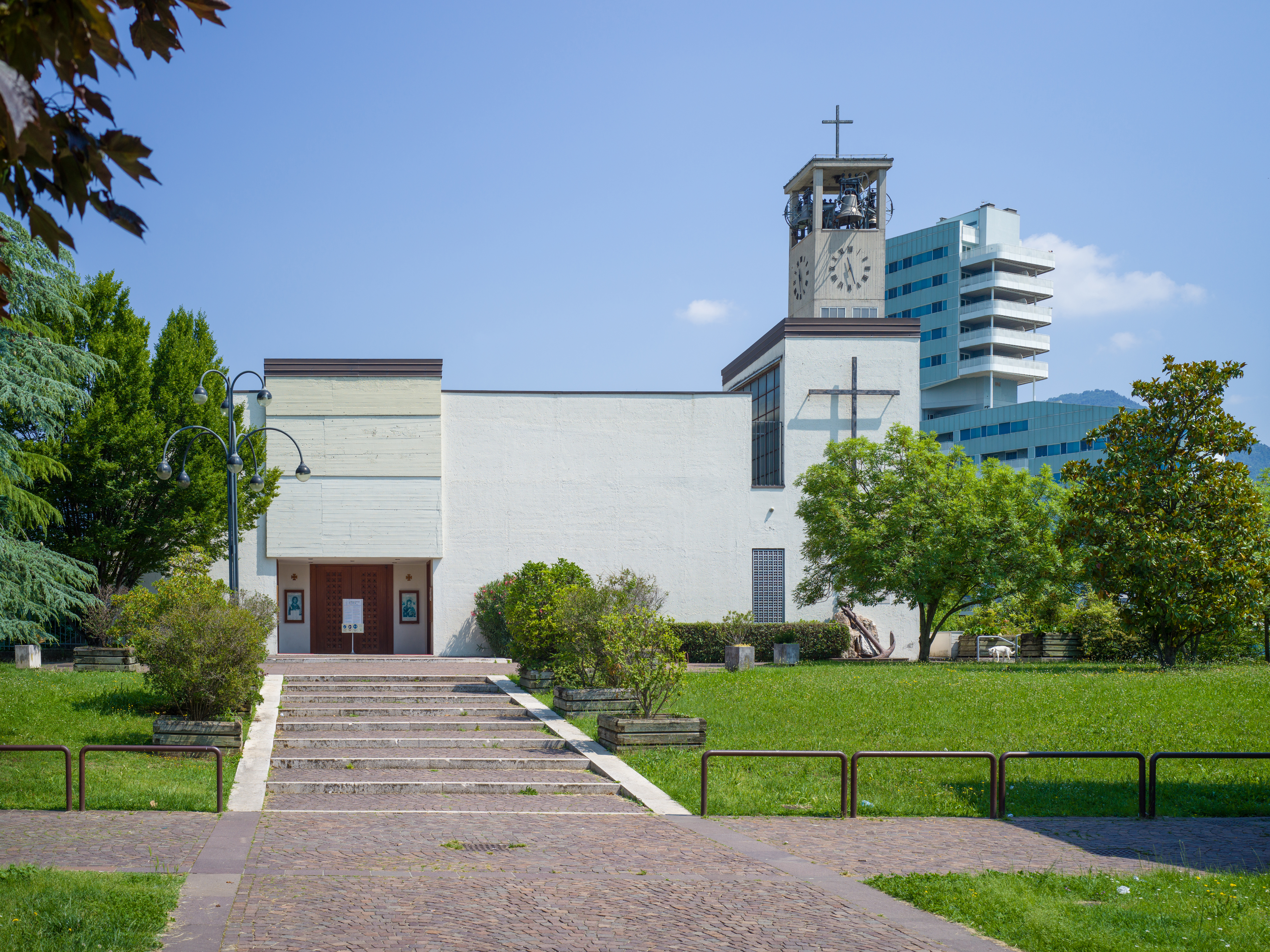
La chiesa di Maria Madre della Chiesa a Casazza

L'urbanizzazione della zona iniziò negli anni Sessanta del Novecento quando si costruirono le prime case IACP.
Nel 1970, si manifestò l'intenzione di istituire un comitato di quartiere sulla falsariga di quanto effettuato a San Polo e a Mompiano. Spinto dai vari comitati che sorsero in quegli anni, nel luglio 1972, il consiglio comunale approvò l'istituzione dei consigli di quartiere. Nonostante le ridotte dimensioni, nel quartiere c'erano 2 703 residenti, a Casazza fu costituito un consiglio che fu eletto per la prima volta il 16 dicembre 1973.
Nel 1977, il quartiere fu assegnato alla Seconda circoscrizione, assieme ai quartieri di Mompiano, Prealpino, San Rocchino-Costalunga e Crocifissa di Rosa. Trent'anni dopo, con la riforma delle circoscrizioni voluta dalla Giunta Corsini, il quartiere fu assegnato alla nuova Circoscrizione Nord.
Nel 2014, a seguito dell'abolizione delle circoscrizioni per i nuovi limiti imposti dalla legge 191/2009, la Giunta Del Bono decise di riattivare i consigli di quartiere: le prime elezioni del nuovo organismo si tennero il 14 ottobre.

## Società

### Religione
La chiesa locale è dedicata a Maria "Madre della Chiesa" e appartiene alla Diocesi di Brescia.

## Infrastrutture e trasporti
Dal 2 marzo 2013, il quartiere è servito sia dalla stazione omonima che da quella di Prealpino della linea metropolitana.